# Patrick Makau
Ne doit pas être confondu avec Mike Musyoki.
Patrick Makau Musyoki (né le 2 mars 1985 à Manyanzwani) est un athlète kényan spécialiste des courses de fond. Il est l'exdétenteur du record du monde du marathon, avec un temps de 2 h 03 min 38 s, établi en 2011 au marathon de Berlin.

## Carrière
Musyoki va à l'école primaire de Unyuani jusqu'en 1999, et après cela, intègre Misiani, une académie kényane. Il commence à courir en 2001. Il court lors des Championnats du monde de semi-marathon en 2006, où il finit à la 26e place. De plus, il finit 2e en 2007 du semi-marathon de Ras el Khaïmah en courant en 59 min 13 s et devancé par Samuel Wanjiru qui établit ce jour-là le record du monde en 58 min 53 s. Une année après, aux mêmes championnats du monde, il remporte de nouveau la médaille d'argent. À cette période, il fait déjà partie de l'équipe kényane qui gagne les championnats par équipes deux fois de suite. 
D'autre part, il finit 1er au City-Pier-City Loop en 2008. En 2009, il gagne le semi-marathon de Ras el Khaïmah, où il accomplit le second meilleur temps sur semi-marathon en 58 min 52 s. En 2010, Makau revient à la Haye pour le City-Pier-City Loop  et remporte une seconde fois la course, en enregistrant une autre performance à moins d'une heure : 59 min 52 s. Par la suite, il améliore significativement sa meilleure performance sur marathon, avec 2 h 04 min 48 s, pour gagner le marathon de Rotterdam devenant ainsi l'un des quatre coureurs de longues distances les plus rapides de l'histoire. Il s'écarte quelque temps des compétitions pour se concentrer entièrement sur sa préparation.
En 2011, à Londres, la revanche avec Geoffrey Kiprono Mutai est prévisible. La pluie compromet un nouveau record du monde, Makau remporte toutefois la 1re place et dans le même élan son premier World Marathon Majors. En reconnaissance de ses performances annuelles, il est alors désigné dans un sondage de l'organisateur de la course comme étant l'athlète de l'année AIMS.
Le 25 septembre 2011, il remporte pour la deuxième fois consécutive le marathon de Berlin en 2 h 03 min 38 s et améliore à cette occasion de 21 secondes le record du monde de la discipline établi en 2008 lors de cette même épreuve par l’Éthiopien Haile Gebreselassie.

### Palmarès
| Date | Compétition                            | Lieu           | Résultat | Épreuve       | Performance     |
| ---- | -------------------------------------- | -------------- | -------- | ------------- | --------------- |
| 2006 | BIG 25 Berlin                          | Berlin         | 1er      | 25 kilomètres | 1 h 14 min 08 s |
| 2007 | Championnats du monde de semi-marathon | Udine          | 2e       | Semi-marathon | 59 min 02 s     |
| 2007 | Championnats du monde de semi-marathon | Udine          | 1er      | Par équipes   |                 |
| 2007 | BIG 25 Berlin                          | Berlin         | 1er      | 25 kilomètres | 1 h 14 min 22 s |
| 2008 | Championnats du monde de semi-marathon | Rio de Janeiro | 2e       | Semi-marathon | 1 h 01 min 54 s |
| 2008 | Championnats du monde de semi-marathon | Rio de Janeiro | 1er      | Par équipes   |                 |
| 2009 | Marathon de Rotterdam                  | Rotterdam      | 4e       | Marathon      | 2 h 06 min 14 s |
| 2010 | Marathon de Rotterdam                  | Rotterdam      | 1er      | Marathon      | 2 h 04 min 48 s |
| 2010 | Marathon de Berlin                     | Berlin         | 1er      | Marathon      | 2 h 05 min 08 s |
| 2011 | Marathon de Londres                    | Londres        | 3e       | Marathon      | 2 h 5 min 45 s  |
| 2011 | Marathon de Berlin                     | Berlin         | 1er      | Marathon      | 2 h 03 min 38 s |
| 2012 | Marathon de Francfort                  | Francfort      | 1er      | Marathon      | 2 h 06 min 08 s |
| 2013 | Marathon de Londres                    | Londres        | 11e      | Marathon      | 2 h 14 min 10 s |
| 2014 | Marathon de Fukuoka                    | Fukuoka        | 1er      | Marathon      | 2 h 08 min 22 s |

### Records
| Surface       | Épreuve              | Temps          | Lieu              | Date        |
| ------------- | -------------------- | -------------- | ----------------- | ----------- |
| Piste         | 3000 m               | 7 min 54 s 50  | Pliezhausen       | 13 mai 2007 |
| Route         |                      |                |                   |             |
| 10 km         | 27 min 27 s          | Berlin         | 1er avril 2007    |             |
| 15 km         | 41 min 30 s          | Ras Al Khaimah | 20 février 2009   |             |
| 20 km         | 56 min 13 s          | Udine          | 14 octobre 2007   |             |
| Semi-marathon | 58 min 52 s          | Ras Al Khaimah | 20 février 2009   |             |
| 25 km         | 1 h 13 min 18 s      | Berlin         | 25 septembre 2011 |             |
| 30 km         | 1 h 27 min 38 s (WR) | Berlin         | 25 septembre 2011 |             |
| Marathon      | 2 h 03 min 38 s (WR) | Berlin         | 25 septembre 2011 |             |

## Source
- (en) Cet article est partiellement ou en totalité issu de l’article de Wikipédia en anglais intitulé « Patrick Makau Musyoki » (voir la liste des auteurs).